# Château de la Guyonnière
Le château de La Guyonnière est à Beaulieu-sous-Parthenay en Deux-Sèvres.

## Historique
Le château de la Guyonnière date du XIVe siècle. Malgré des remaniements au XVe siècle et au XVIe siècle il conserve une allure féodale marquée. Il forme un quadrilatère cantonné de tours, dont une abrite un pigeonnier. On y pénètre par une porte fortifiée.
Les jardins, auxquels on accède par un petit pont-levis formant poterne, sont entourés de profondes douves et se composent de neuf carrés d'inspiration médiévale, où se côtoient fleurs, légumes, plantes mélifères, médicinales, aromatiques, fruits, roses anciennes, arbustes et arbres fruitiers

## Architecture
Le château de la Guyonnière est entouré de douves.
Le château, les douves et les cheminées du château ont été inscrits monument historique le 4 mars 1986.

## Parc et jardins

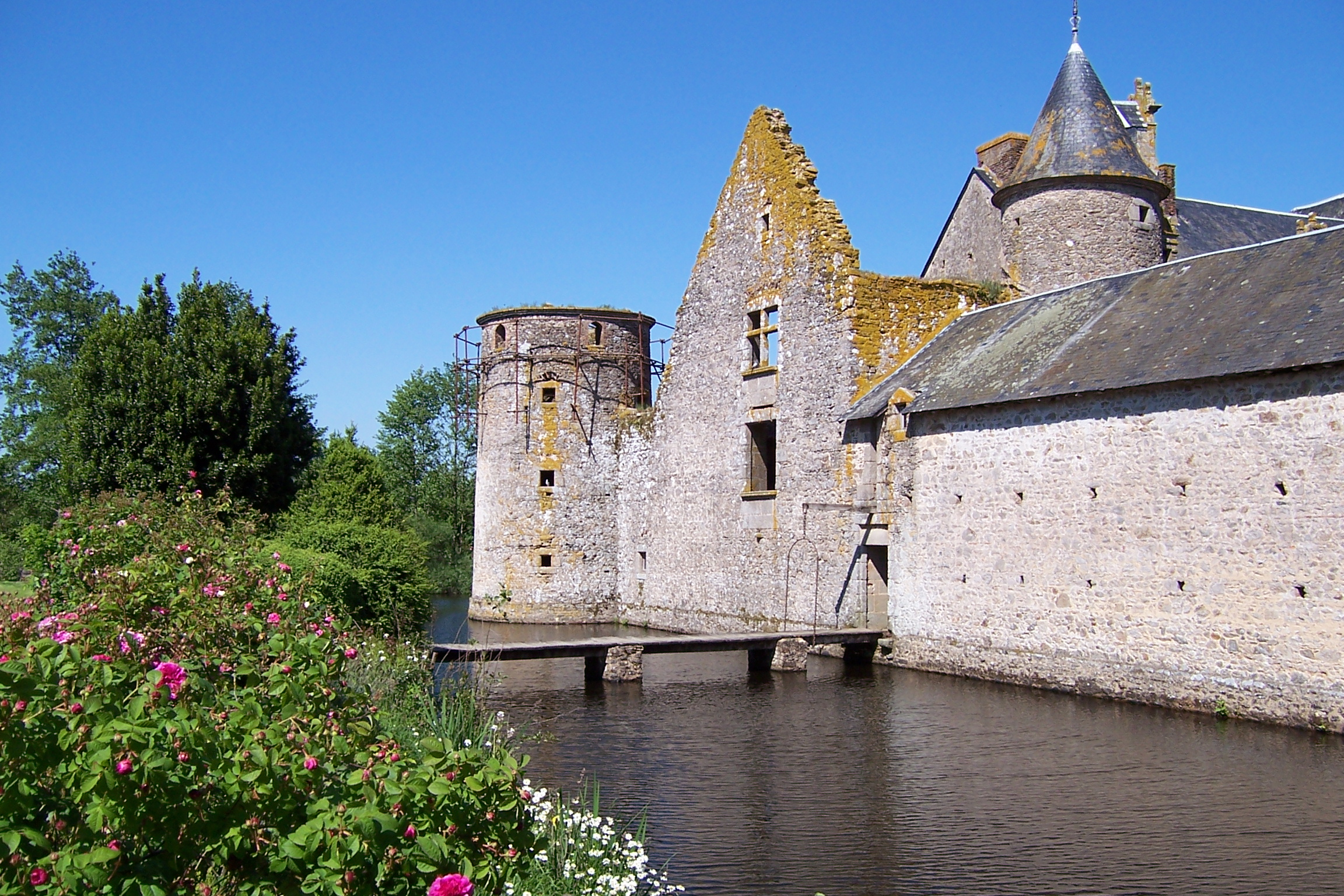

Ce jardin deux-sévrien est une île que l'on visite une fois le pont-levis franchi, avant de découvrir une série de clos à thème. C'est un jardin contemporain d'un hectare créé en 1987 par le paysagiste Alain Richet en respectant l'esprit médiéval.
Il se divise en 9 clos au-delà des fossés qui entourent le manoir, sur l’emplacement de « l’ouche » du XIVe siècle qui forme une ile entourée de profonds fossés, alimentés par des sources. Pour y accéder, on doit franchir les fossés au moyen d’un pont levis piéton, en état de marche, depuis un passage entre le château et ses écuries.
Chaque clos se compose d’un mélange de végétaux différents : fruits, fleurs, plantes à potage, herbes, plantes à poison, plantes mellifères, petits fruits, rosiers anciens et botaniques, arbres fruitiers anciens :
- un clos des abeilles (mouches à miel) avec ses 4 ruches refaites à l’ancienne (sans hausses) d’après une enluminure du XVe siècle, et ses plantes mellifères ;
- un clos des fêtes ou paradis avec un bassin, une banquette couverte d’aspérule, de violette et de serpolet, autour d’un très vieux poirier, et une estrade végétale ombragée par de vieux arbres qui supportent des rosiers, destinée à accueillir les musiciens, comédiens ou autres artistes venant proposer concerts, poésies, mimes, contes, … au long des beaux jours et soirées de mai à septembre ;
- un clos des petits fruits ;
- deux clos d’arbustes de collection ;
- un clos des papillons ;
- trois clos de plantes médiévales à utilisations variées : 
  - clos des véroniques avec tanaisies, pimprenelles, euphorbes, brizes,
  - clos du saule avec pivoines, acanthes, muguets, bourraches, iris,
  - clos des choux ou clos des poisons, selon les saisons avec crambes, calaments, aconits, centaurées, ancolies, anthémis et camomilles.

Ces clos sont reliés entre eux par deux tonnelles en bois tordus au feu, recouvertes de vignes et de rosiers.
Il est labellisé Jardin remarquable depuis 2004.

## Visites
Du 1er juin au 13 juillet et du 20 août au 30 sept, tous les jours réservés aux groupes les lundi,mardi;mercredi et jeudi matin,
réservés aux individuels le jeudi a.midi et les vendredi,samedi, et dimanche avec visite accompagnée gratuite horaire: 10 à 12h, 13h30 à 17h30. 
Des visites guidées sont possibles toute l'année sur rendez-vous.
Tout l'été, des musiciens, conteurs ou acteurs se produisent dans le clos des fêtes.